# Шестаков, Адольф Алексеевич
Адольф Алексеевич Шестаков (20 мая 1928 — 21 августа 1998) — советский российский актёр.

## Биография
Родился в городе Лысьва. Подростком работал на Уральском заводе, а после войны перебрался в Москву, где поступил во МХАТ. 
В 1955 году, обучаясь на четвёртом курсе вуза, Адольф начал играть в постановках Александринского театра (театр имени А. С. Пушкина), а впоследствии получил приглашение от театрального режиссёра Г. А. Товстоногова выступать на сцене Большого драматического театра. В силу личных убеждений Шестаков отклонил предложение и остался на прежнем месте, где с успехом принимал участие более чем в двадцати различных пьесах.
В 1961—1965 годах - актёр театра Группы советских войск в ГДР. 
В 1965—1991 годах - актёр театра им. Ленинского Комсомола («Балтийский дом») в Ленинграде.
В 1961 году вышел известный фильм с Адольфом Шестаковым под названием «Дерсу Узала». Впоследствии снялся в таких фильмах как «На острове дальнем» (1957) Сергея Розанцева, «Эскадра уходит на запад» режиссёров Мирона Билинского и Николая Винграновского (1965), биографическая драма Владимира Фетина «Открытая книга» (1973), криминальный триллер Евгения Татарского «Золотая мина» (1977) и многие другие.
С 1985 года вёл класс актёрского мастерства на эстрадном отделении и отделении музыкальной комедии в Ленинградском музыкальном училище имени Римского-Корсакова.
В 1990 году приглашён в штат консерватории имени Н. А. Римского-Корсакова вести класс актёрского мастерства на кафедре музыкально-сценического искусства. В 1998 году получил учёное звание доцента.
В 1991 году Адольф Шестаков вместе с супругой Натальей Балашовой начали трудиться в консерватории Санкт-Петербурга. В том же году выходит на экран фильм с Адольфом Шестаковым «Свеча» режиссёра Анатолия Кудрявцева, сюжет которого разворачивается вокруг художника, решающего сбежать от мирской суеты в деревенскую тишь.
Умер 21 августа 1998 года, в возрасте 70 лет.
9 декабря 2009 года в Доме актёра в Петербурге прошёл вечер памяти в связи с выходом его книги-воспоминаний «Душой я с Вами».

## Фильмография

### Роли в кино
1. 1995 Зимняя вишня (сериал) — Толстой Иван Сергеевич
2. 1992 Рин. Легенда об иконе (Россия, Япония) — эпизод
3. 1991 Сократ — эпизод
4. 1991 Свеча — Михаил Кирсеевич
5. 1991 Мигранты — эпизод
6. 1991 Кровь за кровь — эпизод
7. 1990 Охота на сутенера — эпизод
8. 1984 Пусть цветёт иван-чай — посетитель кафе
9. 1984 Перегон — Рэм Иванович капитан ледокола
10. 1984 И вот пришёл Бумбо… — гость
11. 1980 Рафферти — Клод Мэркс активист профсоюза 2-я серия
12. 1979 Открытая книга — военврач 8-я серия
13. 1978 Человек, которому везло — геолог (нет в титрах)
14. 1978 След на земле — эпизод
15. 1977 Кому нужны Дон-Кихоты? (фильм-спектакль) — Катков отец Ларисы
16. 1977 Золотая мина — генерал милиции, начальник главка
17. 1975 Агония — адъютант
18. 1974 Рождённая революцией — (доброволец овдовевший отец мальчика) Трудная осень | 1-я серия
19. 1974 Блокада — (адъютант) Лужский рубеж, Пулковский меридиан | 1-2 (нет в титрах)
20. 1973 Открытая книга — (сотрудник лаборатории) Призвание | 2-я серия
21. 1969 Время счастливых находок — хромой учитель
22. 1968 Кориолан (фильм-спектакль) — горожанин
23. 1968 Аглая (фильм-спектакль) — эпизод
24. 1967 Софья Перовская — жандармский офицер
25. 1967 Первый президент (фильм-спектакль) — Алексей Сухов
26. 1967 Операция «Трест» — Остен-Сакен, он же Дорожинский
27. 1967 Дорога домой - группенфюрер (нет в титрах)
28. 1965 Иду на грозу - член комиссии по расследованию (нет в титрах)
29. 1965 Эскадра уходит на запад — Николай Сергеевич Ласточкин
30. 1963 Кюхля (фильм-спектакль) — профессор Куницын
31. 1961 Дерсу Узала — Арсеньев  (главная роль)
32. 1960 Третья патетическая (фильм-спектакль) — Ипполит Сестрорецкий, коммунист, инженер
33. 1960 Кроткая — офицер (нет в титрах)
34. 1959 Живёт на свете женщина (фильм-спектакль) — Иван Ломов
35. 1959 В твоих руках жизнь — Солдатов, секретарь горкома
36. 1958 Пучина (фильм-спектакль) — Антон Антонович Погуляев
37. 1958 В дни Октября — Дзержинский
38. 1957 На острове Дальнем… — дядя Ваня
39. 1957 Балтийская слава — Иван Карлович Бернгардт, капитан

### Дубляж
- 1972 Ель во ржи | Egle rudzu laukā Арнольд (роль Волдемара Зандбергса)
- 1965 «Тобаго» меняет курс | «Tobago» maina kursu Дрезинь (роль Гунара Цилинского)
- 1965 Никто не хотел умирать | Niekas nenorėjo mirti Бронюс Локис (роль Бруно Оя)
- 1963 Пятеро из Ферганы Чернов (роль Михаила Орлова)
- 1961 Сказание о любви Зейд (роль Гюндуза Аббасова)